# Questra

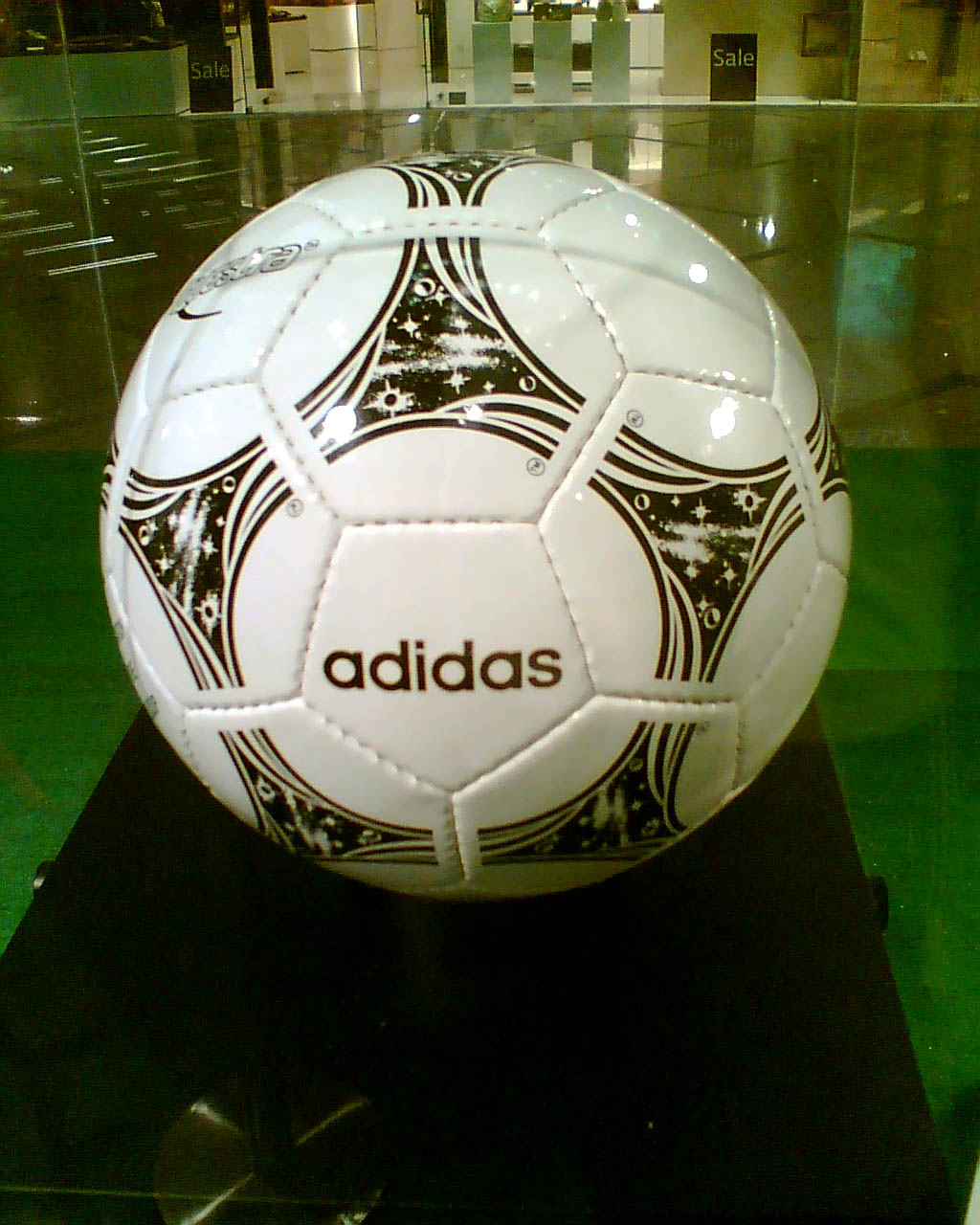
Adidas Questra

Questra ist der Name des offiziellen Spielballs der Fußball-Weltmeisterschaft 1994 in den USA. Der Ball wurde mit leicht abgewandeltem Design auch als Questra Europa bei der Fußball-Europameisterschaft 1996 in England sowie als Questra Olympia bei den Olympischen Sommerspielen 1996 in Atlanta verwendet.

## Eigenschaften
Questra ist ein von adidas hergestellter und vertriebener Fußball und stand Mitte der 1990er Jahre für den weltweit verbreiteten Spielball, der sowohl bei der Weltmeisterschaft als auch bei der Europameisterschaft sowie den Olympischen Sommerspielen eingesetzt wurde. Der Name Questra leitet sich aus der englischen Phrase „quest for the stars“ (deutsch: Griff nach den Sternen) ab, worauf ebenso die kleinen stern- und planetähnlichen Abbildungen auf den 20 hexagonalen Panels schließen lassen und soll an die glorreichen Zeiten der amerikanischen Raumfahrt und die Entdeckung des Weltraums erinnern.
Questra war der erste Spielball mit einer Hightech-Schicht aus weißem Polyethylen mit besonders hoher Energierückgabe und hatte darunter eine geschäumte, kompressionsfähige Schicht mit kopfballstoßdämpfenden Eigenschaften. Durch sein modernes und beliebtes Spielgefühl wurde er mit leicht verändertem Design auch bei weiteren Großturnieren eingesetzt. Bei der EM in England verzierte ein blaues Design den Ball, das die „Three Lions“ mit einer roten Rose in der Mitte darstellen sollte. Zu den Olympischen Spielen zierten je drei Fackeln die hexagonalen Panels des Balls. Es waren die ersten farbigen Fußbälle bei wichtigen Fußballturnieren.
Die letzte Edition des Balles war der Questra Apollo, der in der spanischen Primera División verwendet wurde. Er wies bis auf das Logo der Real Federación Española de Fútbol jedoch keine Veränderungen auf.